# Boris Schommers
Boris Schommers (* 19. Januar 1979 in Leverkusen) ist ein deutscher Fußballtrainer.

## Karriere

### Jugend des 1. FC Köln
Schommers war seit 2006 in der Jugendabteilung des 1. FC Köln tätig. Ab der Saison 2010/11 übernahm er die B1-Junioren (U17) als Cheftrainer und wurde in seiner ersten Saison deutscher B-Junioren-Meister. Er trainierte die Mannschaft weitere 2 Spielzeiten und übernahm zur Saison 2013/14 die A-Junioren (U19), die in der A-Junioren-Bundesliga spielte. Seit 2015 ist Schommers Fußballlehrer.

### 1. FC Nürnberg
Zur Saison 2017/18 wurde Schommers Co-Trainer von Michael Köllner beim Zweitligisten 1. FC Nürnberg. Gemeinsam stiegen sie in die Bundesliga auf. Nach 21 Spieltagen der Saison 2018/19 stand der Verein mit 12 Punkten auf dem letzten Tabellenplatz der Bundesliga, woraufhin Köllner von seinen Aufgaben entbunden wurde und Schommers die Mannschaft als Interimstrainer übernahm. Unter Schommers holte die Mannschaft bis zum 33. Spieltag 7 Punkte, womit einen Spieltag vor dem Saisonende der Abstieg feststand. Vor dem letzten Spieltag gab der 1. FC Nürnberg bekannt, dass Schommers den Verein zum Saisonende verlassen werde. Der Club schloss die Saison schließlich mit 19 Punkten auf dem letzten Tabellenplatz ab.

### 1. FC Kaiserslautern
Am 19. September 2019 übernahm Schommers die Drittligamannschaft des 1. FC Kaiserslautern, die zu diesem Zeitpunkt nach dem 8. Spieltag der Saison 2019/20 mit 9 Punkten auf dem 14. Platz stand, als Nachfolger von Sascha Hildmann. Nachdem der FCK nach dem 14. Spieltag mit 13 Punkten auf einem direkten Abstiegsplatz gestanden hatte, gewann die Mannschaft 5 Spiele in Folge und kletterte ins Tabellenmittelfeld, wobei der Rückstand auf den Aufstiegsrelegationsplatz 4 Punkte betrug. Anschließend folgte eine Serie von 8 sieglosen Spielen, weshalb man sich nach dem 27. Spieltag nur 2 Punkte vor den Abstiegsplätzen befand. Nach jenem Spieltag musste die Saison aufgrund der COVID-19-Pandemie unterbrochen werden. Als der Spielbetrieb nach zweieinhalb Monaten mit Geisterspielen wieder aufgenommen wurde, gewann der FCK 6 der letzten 11 Spiele und schloss die Saison mit 55 Punkten auf dem 10. Platz im gesicherten Mittelfeld ab. Für Aufsehen sorgte die Freistellung des Torwarttrainers Gerry Ehrmann Ende Februar, weshalb Schommers von Teilen der Fans angefeindet wurde.
Nach zwei Niederlagen zu Beginn der Folgesaison wurde Schommers im Anschluss an den 2. Spieltag Ende September 2020 beim Tabellenletzten freigestellt.

### Über den 1. FC Düren zum MSV Duisburg
Nach mehr als zwei Jahren Vereinslosigkeit übernahm Schommers Mitte November 2022 das Amt des Cheftrainers beim 1. FC Düren in der viertklassigen Regionalliga West. Hier blieb er knapp ein Jahr im Amt, ehe er Anfang Oktober 2023 beim MSV Duisburg einen Vertrag bis zum Saisonende 2023/24 unterschrieb, der sich bei Klassenerhalt in der 3. Liga um eine weitere Spielzeit verlängert hätte. Am 23. April 2024 wurde er zu einem Zeitpunkt, als der erstmalige Abstieg des MSV in die Regionalliga kaum noch abzuwenden war, von seinen Aufgaben entbunden.

## Erfolge
- Deutscher B-Jugend-Meister: 2011
- Südwestpokalsieger: 2020 (mit Kaiserslautern)